# Jazzstep
Jazzstep, también conocido como jazzy jungle o jazz and bass, es un subgénero del drum and bass que surgió hacia 1995. Es el resultado de la combinación de los patrones rítmicos del drum and bass con elementos compositivos del jazz electrónico contemporáneo. Una canción típica de este estilo incluiría breaks de drum and bass y arreglos de viento, el sonido de instrumentos acústicos y escalas de jazz. 
Este género está muy vinculado con el liquid funk y el Intelligent drum and bass, hasta el punto de que a veces se confunden.

## Músicos significativos
- 4hero
- Roni Size
- Shapeshifter
- Solid State
- Goldie
- EZ Rollers
- Omni Trio
- Fabio
- Peshay
- Makoto

## Canciones de jazzstep
- Flux Pavilion - The Story Of Shadrok
- Grand Unified feat. Kadeem - Music Makes Me Feel This Way
- DJ Pulse - Planet Funk
- Carlito & DJ Addiction - Supergrass
- Roni Size - It's Jazzy
- fellowship - delusions
- Skrillex feat. Chance The Rapper & The Social Experiment - Coast Is Clear

- Datos: Q9011351